# Єжово (22712000530)
Єжово (рос. Ежово) — присілок в Борському міському окрузі Нижньогородської області Російської Федерації.
Населення становить 35 осіб. Входить до складу муніципального утворення Міський округ місто Бор.

## Історія
Від 2010 року входить до складу муніципального утворення Міський округ місто Бор.

## Населення
| 2002 | 2010 |
| ---- | ---- |
| 35   | →35  |